# 3 000 mètres steeple masculin aux Jeux olympiques d'été de 1924
Pour un article plus général, voir Athlétisme aux Jeux olympiques d'été de 1924.
Navigation
Anvers 1920 Amsterdam 1928
L'épreuve du 3 000 mètres steeple masculin aux Jeux olympiques de 1924 s'est déroulée les 7 et 9 juillet 1924 au Stade de Colombes de Paris, en France. Elle est remportée par le Finlandais Ville Ritola.

## Résultats

### Finale
| Rang               | Athlète               | Temps   | Notes |
| ------------------ | --------------------- | ------- | ----- |
| Médaille d'or      | Ville Ritola (FIN)    | 9:33.6  | OR    |
| Médaille d'argent  | Elias Katz (FIN)      | 9:44.0  |       |
| Médaille de bronze | Paul Bontemps (FRA)   | 9:45.2  |       |
| 4                  | Marvin Rick (USA)     | 9:56.4  |       |
| 5                  | Kalle Ebb (FIN)       | 9:57.5  |       |
| 6                  | Evelyn Montague (GBR) | 9:58.0  |       |
| 7                  | Michael Devaney (USA) | 10:01.0 |       |
| 8                  | Albert Isola (FRA)    | 10:14.8 |       |
| 9                  | Sidney Newey (GBR)    |         |       |

## Légende
Records et Performances
- AR : Record continental (area record)
- CR : Record des championnats (championship record)
- MR : Record du meeting (meet record)
- NR : Record national (national record)
- OR : Record olympique (olympic record)
- PR : Record paralympique (paralympic record)
- PB : Record personnel (personal best)
- SB : Meilleure performance personnelle de la saison (season's best)
- WL : Meilleure performance mondiale de l'année (world leader)
- WJR : Record du monde junior (world junior record)
- WR : Record du monde (world record)

Circonstances et Conditions
- DNF : N'a pas terminé (did not finish)
- DNS : N'a pas pris le départ (did not start)
- DQ : Disqualification (disqualification)
- NM : Aucun essai valable enregistré (No Mark)
- Q : Qualifié « directement » au prochain tour (ou à la prochaine compétition), lors d'une compétition majeure, grâce au classement ou à la réalisation des minima (automatic qualifier)
- q : Qualifié au prochain tour (ou à la prochaine compétition), lors d'une compétition majeure, grâce au repêchage ou à la réalisation de l'une des meilleures performances parmi celles des « non qualifiés directement » (grâce au meilleur temps ou à la meilleure distance par exemple) (secondary qualifier)